# Lamprosema anaemicalis
Lamprosema anaemicalis là một loài bướm đêm trong họ Crambidae.